# Saint-Pierre-des-Bois
Saint-Pierre-des-Bois és un municipi francès situat al departament del Sarthe i a la regió de País del Loira. L'any 2007 tenia 198 habitants.

## Demografia

### Població
El 2007 la població de fet de Saint-Pierre-des-Bois era de 198 persones. Hi havia 74 famílies de les quals 16 eren unipersonals (8 homes vivint sols i 8 dones vivint soles), 31 parelles sense fills i 27 parelles amb fills.
La població ha evolucionat segons el següent gràfic:
Habitants censats

### Habitatges
El 2007 hi havia 97 habitatges, 76 eren l'habitatge principal de la família, 11 eren segones residències i 10 estaven desocupats. Tots els 97 habitatges eren cases. Dels 76 habitatges principals, 58 estaven ocupats pels seus propietaris, 15 estaven llogats i ocupats pels llogaters i 3 estaven cedits a títol gratuït; 3 tenien dues cambres, 20 en tenien tres, 21 en tenien quatre i 31 en tenien cinc o més. 55 habitatges disposaven pel capbaix d'una plaça de pàrquing. A 30 habitatges hi havia un automòbil i a 42 n'hi havia dos o més.

### Piràmide de població
La piràmide de població per edats i sexe el 2009 era:
| Homes | Edats   | Dones |
| ----- | ------- | ----- |
| 0     | 95 o +  | 0     |
| 0     | 90 a 94 | 0     |
| 0     | 85 a 89 | 0     |
| 4     | 80 a 84 | 4     |
| 4     | 75 a 79 | 0     |
| 4     | 70 a 74 | 8     |
| 8     | 65 a 69 | 0     |
| 0     | 60 a 64 | 0     |
| 4     | 55 a 59 | 4     |
| 4     | 50 a 54 | 4     |
| 4     | 45 a 49 | 0     |
| 12    | 40 a 44 | 8     |
| 4     | 35 a 39 | 4     |
| 8     | 30 a 34 | 12    |
| 8     | 25 a 29 | 0     |
| 0     | 20 a 24 | 4     |
| 4     | 15 a 19 | 4     |
| 4     | 10 a 14 | 4     |
| 16    | 5 a 9   | 0     |
| 0     | 0 a 4   | 4     |

## Economia
El 2007 la població en edat de treballar era de 117 persones, 90 eren actives i 27 eren inactives. De les 90 persones actives 87 estaven ocupades (49 homes i 38 dones) i 4 estaven aturades (3 homes i 1 dona). De les 27 persones inactives 11 estaven jubilades, 4 estaven estudiant i 12 estaven classificades com a «altres inactius».

### Ingressos
El 2009 a Saint-Pierre-des-Bois hi havia 81 unitats fiscals que integraven 211,5 persones, la mediana anual d'ingressos fiscals per persona era de 15.814 €.

### Activitats econòmiques
Dels 4 establiments que hi havia el 2007, 1 era d'una empresa de fabricació d'elements pel transport, 1 d'una empresa de construcció, 1 d'una empresa de comerç i reparació d'automòbils i 1 d'una empresa de serveis.
L'únic servei als particulars que hi havia el 2009 era una fusteria.
L'any 2000 a Saint-Pierre-des-Bois hi havia 8 explotacions agrícoles.

## Poblacions més properes
El següent diagrama mostra les poblacions més properes.